# Saint Etienne (Band)
Saint Etienne ist eine britische Band, die 1990 von Bob Stanley und Pete Wiggs in London gegründet wurde. Benannt sind sie nach dem erfolgreichen französischen Fußballverein AS Saint-Étienne. Seit 1991 ist Sarah Cracknell die Sängerin der Band.
Musikalisch bewegen sich Saint Etienne zwischen Indie-Pop und Dance, einige Alben weisen Anleihen bei House, Synth Pop, Downtempo, Ambient oder Lounge auf.

## Bandgeschichte
Bob Stanley und Pete Wiggs wuchsen beide in Croydon im Süden von London auf, sie sind bereits seit ihrer Kindheit befreundet. Bob Stanley arbeitete als Musikjournalist unter anderem für den NME.

### 1990–1994
Die ursprüngliche Idee bei der Gründung von Saint Etienne war es, mit wechselnden Gastsängern Coverversionen zu veröffentlichen. Im Januar 1990 nahmen Stanley und Wiggs zusammen mit Ian Catt ihrer ersten beiden Singles auf: Only Love Can Break Your Heart von Neil Young mit Sängerin Moira Lambert (statt im 3/4-Takt wie beim Original hier im 4/4-Takt gespielt) und Kiss and Make up von den Field Mice mit der neuseeländischen Sängerin Donna Savage, die zuvor bei Dead Famous People gesungen hatte. Erst im Jahr 1991 wurden sie auf Sarah Cracknell aufmerksam, die auf der Nachfolgesingle Nothing can stop us now sang, das erste selbstgeschriebene Lied der Band. Die Zusammenarbeit funktionierte so gut, dass Sarah Cracknell seitdem feste Sängerin der Band ist.
Im September 1991 wurde ihr Debütalbum Foxbase Alpha veröffentlicht. Es kann als "Record collection pop" bezeichnet werden mit Einflüssen von "House, girl group, soul and dub; lovers rock, indie pop, cocktail jazz and soundtracks". Die Gruppe verarbeitete viele Samples und Soundfragmente, wie etwa in This is Radio Etienne den Jingle einer Fußballsendung von Radio France Inter. Als Vorlage diente in diesem Zusammenhang das Album Dazzle ships von OMD. Sarah Cracknell verlieh der Musik einen "melancholischen Flair und eine verschwörerische Wärme". Das Album wurde 1992 für die erste Auflage des Mercury Music Prize nominiert.
Im Jahr 1991 produzierten sie außerdem mit Sängerin Janey Lee Grace unter dem Namen Cola boy den Dance-Hit 7 ways to love, der im September Platz 8 der britischen Single-Charts erreichte. Das Pseudonym wählten sie, weil das Lied "too cheesy for Saint Etienne" klang.
Der im März 1993 veröffentlichte Nachfolger So tough erreichte mit Platz 7 die bis heute beste Platzierung der Band in den britischen Album-Charts. Zwischen den einzelnen Liedern sind Samples eingefügt, hauptsächlich von englischen Filmen. Gleichzeitig gingen sie auf Tour, bei der Pulp ihre Vorgruppe war. Die dritte Single Hobart paving wurde unter dem Namen Catch Me im Jahr 1996 für den deutschen Film Bandits gecovert.
Nach einer Kollaboration mit Tim Burgess von den Charlatans für die Weihnachtssingle I Was Born on Christmas Day folgte im Juni 1994 das dritte Studioalbum Tiger bay. Es stellte eine stilistische Änderung dar, da es durch traditionelle Folk Music beeinflusst war. Bob Stanley beschrieb es als „ein Album moderner Folk Songs, aufgenommen mit Stilen des 20.Jahrhunderts wie Techno und Dub“.

### 1995–2004
Die Zeit von Tiger bay bis 1997 bezeichnete Stanley selbst als die "Wilderness years" der Band, in der sie an verschiedenen Projekten arbeiteten ohne klares Ziel eines neuen Studioalbums. Aus der Zusammenarbeit mit dem französischen Sänger Étienne Daho entstand 1995 unter dem Namen St. Etienne Daho die EP Reserection, die in Frankreich Platz 12 der Single-Charts erreichte. Etienne Daho adaptierte darin Saint Etienne Titel mit französischen Texten, Sarah Cracknell interpretierte seinen Hit Week-end à Rome mit englischem Text. Im Eurodance-Remix erhielt dieses Lied den Namen He’s on the phone und erreichte in den britischen Charts Platz 11. In dem Remix-Doppelalbum Casino classics waren unter anderem Beiträge von Andrew Weatherall, Underworld, The Chemical Brothers und Aphex Twin vertreten. Für einige der Remixe hatte Saint Etienne zuvor noch gar keine Original-Version veröffentlicht. Zwei davon befanden auf der nur in Japan erschienenen Kompilation Continental, neben anderen Aufnahmen aus dieser Zeit. Außerdem brachte Sängerin Sarah Cracknell 1997 ihr erstes Soloalbum Lipslide heraus, jedoch ohne großen kommerziellen Erfolg.
Das vierte Studioalbum Good humor nahmen Saint Etienne in Malmö mit Produzent Tore Johansson auf, der zuvor unter anderem für The Cardigans gearbeitet hatte. Das Album bekam dadurch einen „wärmeren, akustischeren Klang, mit Klavier, Vibraphon und Saxophonon, um ihre bittersüßen Melodien zu dekorieren“. Die amerikanische Schreibweise des Wortes humor (statt humour) wählten sie bewusst, um sich etwas von der Zuordnung als typisch englische Band zu lösen.
In der Folgezeit wendeten sich Saint Etienne wieder mehr elektronischer Musik mit Einflüssen von Ambient zu: Zunächst auf der EP Places to Visit, anschließend auf dem Album Sound of Water, das im Juni 2000 erschien. Es enthält Arrangements des Post-Rock-Trios To Rococo Rot, in deren Berliner Studios es auch eingespielt wurde, sowie von Sean O’Hagen. Co-produziert wurde das Album von Gerard Johnson. Ein herausstechendes Lied ist How we used to live, ein "mehrteiliges kleines Meisterwerk", das auch als Singleauskopplung die komplette Spielzeit von 9:02 Minuten behielt.
Im Jahr 2002 folgte das sechste Studioalbum Finisterre. Die einzelnen Stücke sind, ähnlich wie bereits bei So tough, durch gesprochene Textfragmente des englischen Schauspielers Michael Jayston unterbrochen. Diese Passagen sind Teil des Dokumentarfilms Finisterre, der eine "Reise von den Londoner Vororten bis zum Herz der City während eines fiktiven Tages" beschreibt. Er wurde in ausgewählten englischen Kinos gezeigt, Ausschnitte davon waren auf Konzerten der Band zu sehen. Gedreht wurde der Film von Paul Kelly, dem Schwager von Sarah Cracknell, und Kieran Evans. Paul Kelly war in der Folgezeit noch Regisseur drei weiterer Dokumentarfilme über London, jeweils mit Musik von Saint Etienne, die zum Großteil eigens für den Soundtrack geschrieben wurde.

### Seit 2005
Im Juni 2005 erschien das Konzeptalbum Tales from Turnpike House über die fiktiven Bewohner eines Hauses mit gleichem Namen. Das wahre Turnpike House befindet sich in London in der Goswell Road. Die frühen Ausgaben des Albums waren von der Bonus-EP Up the Wooden Hills mit Kinderliedern begleitet (Sarah Cracknell hat selbst zwei Kinder, die 2001 und 2004 geboren wurden). Die zweite Single A Good Thing ist im Film Volver – Zurückkehren von Pedro Almodóvar zu hören.
Eine Besonderheit von Saint Etienne ist die regelmäßige Veröffentlichung von Kompilation-Alben und Singles, die nur für Mitglieder ihres Fanclubs erhältlich sind und bisher unveröffentlichtes Material enthalten. Im Jahr 2008 erschien auf diese Weise mit Boxette eine 4-CD-Box mit allen Fanclub-CDs seit 1995.
Nach einer Best-Of-Kompilation London Conversations: The Best of Saint Etienne im Jahr 2009, deren Titel die starke Verbindung der Band zu ihrer Heimatstadt unterstreicht, erschien das nächste Studioalbum Words and Music by Saint Etienne erst im Jahr 2012. Nach eigenen Angaben der Band geht es in dem Album darüber "wie Musik dein Leben berührt, wie es definiert, wie Du die Welt als Kind siehst, wie es dich durch schlechte Zeiten in unerwarteter Weise bringt". Er kann als "trendy und verführerisch-poppiges Nostalgie-Werk" und als "Liebeserklärung an die Segnungen des Pop" bezeichnet werden.
Im Juni 2017 ist ihr Studioalbum Home Counties erschienen, im Jahre 2021 das zehnte Studioalbum I've Been Trying To Tell You.

## Diskografie

### Alben
| Jahr | Titel                              | Höchstplatzierung, Gesamtwochen, AuszeichnungChartplatzierungen (Jahr, Titel, Platzierungen, Wochen, Auszeichnungen, Anmerkungen) | Höchstplatzierung, Gesamtwochen, AuszeichnungChartplatzierungen (Jahr, Titel, Platzierungen, Wochen, Auszeichnungen, Anmerkungen) | Anmerkungen                           |
| Jahr | Titel                              | DE | UK | Anmerkungen                           |
| ---- | ---------------------------------- | --- | --- | ------------------------------------- |
| 1991 | Foxbase Alpha                      | — | UK34 (3 Wo.)UK |                                       |
| 1993 | So Tough                           | — | UK7 (7 Wo.)UK |                                       |
| 1994 | Tiger Bay                          | — | UK8 (4 Wo.)UK |                                       |
| 1995 | Too Young to Die – The Singles     | — | UK17 Gold · (14 Wo.)UK | Singles-Kompilation                   |
| 1996 | Reserection                        | — | UK50 (2 Wo.)UK | mit Étienne Daho als St. Etienne Daho |
| 1996 | Casino Classics                    | — | UK34 (3 Wo.)UK | Kompilation                           |
| 1998 | Good Humor                         | — | UK18 (4 Wo.)UK |                                       |
| 2000 | Sound of Water                     | — | UK33 (2 Wo.)UK |                                       |
| 2001 | Smash the System                   | — | UK84 (1 Wo.)UK | Singles-Kompilation                   |
| 2002 | Finisterre                         | DE92 (1 Wo.)DE | UK55 (1 Wo.)UK |                                       |
| 2005 | Tales from Turnpike House          | — | UK72 (1 Wo.)UK |                                       |
| 2009 | London Conversations – The Best Of | — | UK79 (1 Wo.)UK | Best-of-Album                         |
| 2012 | Words and Music by Saint Etienne   | — | UK26 (2 Wo.)UK |                                       |
| 2017 | Home Counties                      | — | UK31 (1 Wo.)UK |                                       |
| 2021 | I’ve Been Trying to Tell You       | — | UK14 (1 Wo.)UK |                                       |

Weitere Alben
- You Need a Mess of Help to Stand Alone (1993)
- Fairytales from Saint Etienne (Japan, 1995)
- Continental (Japan, 1997)
- Fairfax High (USA, 1998)
- Interlude (2001)
- Travel Edition 1990–2005 (USA, 2005)
- Foxbase Beta (2009)
- Saint Etienne on 45 – Part One (Box mit 6 Vinyl-Singles, 2011)

Soundtracks
- The Misadventures of Saint Etienne (1999)
- What Have You Done Today Mervyn Day? (2006)
- How We Used to Live (von Pete Wiggs mit Bezeichnung Saint Etienne presents, 2014)

Fanclub-Alben
- I Love to Paint (1995)
- Built on Sand. Rarities 1994–1999 (1999)
- Asleep at the Wheels of Steel. Music for Lost and Other Films (2002)
- Nice Price (2006)
- Boxette (Box mit vier CDs, 2008)
- A Glimpse of Stocking (2010)

### Singles
| Jahr | Titel Album                                                            | Höchstplatzierung, Gesamtwochen, AuszeichnungChartplatzierungen (Jahr, Titel, Album, Platzierungen, Wochen, Auszeichnungen, Anmerkungen) | Höchstplatzierung, Gesamtwochen, AuszeichnungChartplatzierungen (Jahr, Titel, Album, Platzierungen, Wochen, Auszeichnungen, Anmerkungen) | Höchstplatzierung, Gesamtwochen, AuszeichnungChartplatzierungen (Jahr, Titel, Album, Platzierungen, Wochen, Auszeichnungen, Anmerkungen) | Höchstplatzierung, Gesamtwochen, AuszeichnungChartplatzierungen (Jahr, Titel, Album, Platzierungen, Wochen, Auszeichnungen, Anmerkungen) | Anmerkungen                                                                                         |
| Jahr | Titel Album                                                            | DE | CH | UK | US | Anmerkungen                                                                                         |
| ---- | ---------------------------------------------------------------------- | --- | --- | --- | --- | --------------------------------------------------------------------------------------------------- |
| 1990 | Only Love Can Break Your Heart Foxbase Alpha                           | — | — | UK39 (5 Wo.)UK | US97 (2 Wo.)US | Original/Autor: Neil Young (1970) Höchstplatzierung UK: September 1991, Charteintritt: US März 1992 |
| 1990 | Kiss and Make Up Foxbase Alpha                                         | — | — | UK80 (3 Wo.)UK | — | |
| 1991 | Nothing Can Stop Us / Speedwell Foxbase Alpha                          | — | — | UK54 (3 Wo.)UK | — | |
| 1992 | Join Our Club / People Get Real So Tough / Foxbase Alpha               | — | — | UK21 (3 Wo.)UK | — | |
| 1992 | Avenue So Tough                                                        | — | — | UK40 (2 Wo.)UK | — | |
| 1992 | The Fred EP –                                                          | — | — | UK26 (3 Wo.)UK | — | Split-EP Saint Etienne, Flowered Up & the Rockingbirds                                              |
| 1993 | You’re in a Bad Way So Tough                                           | — | — | UK12 (5 Wo.)UK | — | |
| 1993 | Hobart Paving / Who Do You Think You Are So Tough                      | — | — | UK23 (5 Wo.)UK | — | |
| 1993 | I Was Born on Christmas Day Xmas 93                                    | — | — | UK37 (5 Wo.)UK | — | |
| 1994 | Pale Movie Tiger Bay                                                   | — | — | UK28 (4 Wo.)UK | — | |
| 1994 | Like a Motorway Tiger Bay                                              | — | — | UK47 (2 Wo.)UK | — | |
| 1994 | Hug My Soul Tiger Bay                                                  | — | — | UK32 (2 Wo.)UK | — | |
| 1995 | He’s on the Phone Too Young to Die – The Singles                       | — | — | UK11 (10 Wo.)UK | — | feat. Étienne Daho                                                                                  |
| 1998 | Sylvie Good Humor                                                      | — | — | UK12 (3 Wo.)UK | — | |
| 1998 | The Bad Photographer Good Humor                                        | — | — | UK27 (2 Wo.)UK | — | |
| 2000 | Tell Me Why (The Riddle) –                                             | DE45 (7 Wo.)DE | CH82 (3 Wo.)CH | UK7 (7 Wo.)UK | — | Paul van Dyk feat. Saint Etienne                                                                    |
| 2000 | Heart Failed (In the Back of a Taxi) Sound of Water                    | — | — | UK50 (2 Wo.)UK | — | |
| 2001 | Boy Is Crying Sound of Water                                           | — | — | UK34 (2 Wo.)UK | — | |
| 2002 | Action Finisterre                                                      | — | — | UK41 (2 Wo.)UK | — | |
| 2003 | Soft Like Me Finisterre                                                | — | — | UK40 (2 Wo.)UK | — | |
| 2005 | Side Streets Tales from Turnpike House                                 | — | — | UK36 (2 Wo.)UK | — | |
| 2005 | A Good Thing Tales from Turnpike House                                 | — | — | UK70 (1 Wo.)UK | — | |
| 2009 | Method of Modern Love London Conversations – The Best of Saint Etienne | — | — | UK56 (1 Wo.)UK | — | |

Weitere Singles
- Angel / Burnt Out Car (1996)
- Lose That Girl (Österreich, 1998)
- Lover Plays the Bass (Frankreich, 1999)
- 52 Pilot (USA, 1999)
- Saturday (Frankreich, 1999)
- How We Used to Live (2000)
- Shower Scene (Spanien, 2002)
- Stars Above Us (USA, 2006)
- Burnt Out Car (Remix, 2008)
- Tonight (2012)
- I’ve Got Your Music (2012)